# San José de Feliciano
San José de Feliciano är en kommunhuvudort i Argentina.   Den ligger i provinsen Entre Ríos, i den nordöstra delen av landet, 500 km norr om huvudstaden Buenos Aires. San José de Feliciano ligger 68 meter över havet och antalet invånare är 11 137.
Terrängen runt San José de Feliciano är mycket platt. Runt San José de Feliciano är det mycket glesbefolkat, med 5 invånare per kvadratkilometer..
Trakten runt San José de Feliciano består i huvudsak av gräsmarker.